# Matías de Velasco y Rojas

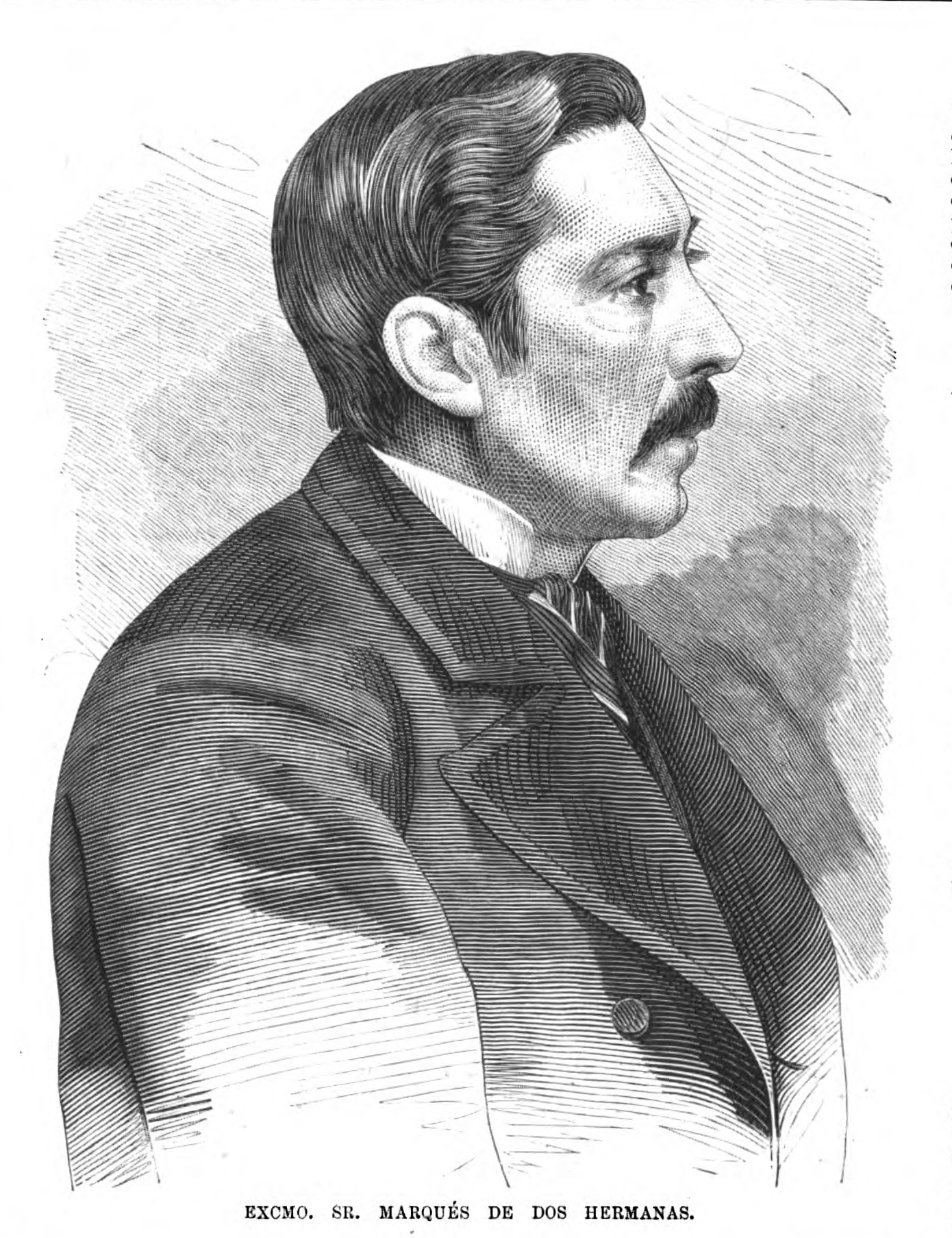
Retrato del marqués de Dos Hermanas

Matías de Velasco y Rojas (La Habana, 1826-Madrid, 1900) fue un escritor, traductor, abogado y académico español, marqués de Dos Hermanas.

## Biografía
Marqués de Dos Hermanas, era natural de La Habana, donde habría nacido a finales de 1826. Era abogado de profesión. Le dieron notoriedad traducciones de Shakespeare y las reuniones literarias celebradas en su casa. Velasco, miembro de la Real Academia Sevillana de Buenas Letras y acreedor de una gran cruz de Isabel la Católica, fue colaborador de La Ilustración Católica y La Ilustración Española y Americana. Fallecido el 23 de enero de 1900, fue enterrado en la sacramental de San Lorenzo.
Fue autor de Boswell (drama), Promesa y donación (comedia), Sueños, verdades y pasatiempos (poesías, 1870), Obras de W. Shakespeare (traducidas, 1872-1877, 3 vols.), Pensamientos, máximas, aforismos... de Shakespeare (trad. de Ed. Malone, 1879) y de unos Sonetos (1889, con prólogo del duque de Rivas).